# Procurador (cavallers teutònics)
Un procurador dels cavallers teutònics era un rang de l'Estat monàstic dels Cavallers Teutònics. El procurador era responsable dels assumptes de la cort i administració d'una regió [a en concret nomenada procuratòria, i també comandava l'exèrcit.
Com a comanador, el procurador tenia germans entre els croats al seu servei, així com vassalls entre els indígenes prussians a la seva disposició. Els procuradors estaven sota el comandament del komtur.